# Sultanaat van Rûm
Het sultanaat Rûm of Roem, ook wel Iconium of Konya, was een rijk in Anatolië van 1077 tot 1307. Het sultanaat was een afsplitsing van het rijk van de Seltsjoeken, die Oost-Romeinse (lees: Byzantijnse) gebieden hadden veroverd; vandaar dat men zichzelf Rûm (= Rome) noemde.

## Geschiedenis

### Suleiman
Vaak wordt het begin van het sultanaat Rûm geplaatst in het jaar 1077, toen de Seltsjoekse vorst Suleiman ibn Qutulmish zich uitriep tot sultan van Rûm, met Nicea als zijn hoofdstad. Dit gebeurde nadat Seltsjoeken onder zijn leiding in 1075 de wegens de Niceaanse geloofsbelijdenis voor het christendom belangrijke stad Nicea (İznik) en ook Nicomedia (İzmit) veroverden op de Byzantijnen. Na verscheidene heroveringspogingen en interne Byzantijnse troonstrijden waarin Suleiman zich mengde, moesten de Byzantijnse keizers met veel tegenzin Suleimans heerschappij over Nicea en Centraal-Anatolië erkennen. Ook de Seltsjoekse sultan Malik Sjah I erkende Suleiman als sultan van Rûm, waarmee in beginsel een onafhankelijke staat was geboren. Bovendien maakte Suleiman zich meester van Antiochië (Antakya) en ook Smyrna (İzmir) in 1084.  Echter, toen Suleiman in 1086 te Antiochië werd vermoord door Tutush I, de broer van Malik Sjah, die bovendien Suleimans zoon en beoogde opvolger Kilij Arslan gevangennam, leek het prille sultanaat weer ten onder te gaan door gebrek aan centraal gezag.

### Qasim
Abu'l Qasim was aangesteld als gouverneur van Nicea door Suleiman toen deze in 1084 naar Antiochië vertrok. De dood van Suleiman en het gevangenschap van zijn zoon in 1086 was voor Qasim de kans om zichzelf uit te roepen als Sultan van Rûm, al werd zijn heerschappij slechts erkend in Bithynië en Cappadocië. De overige gebieden waarover Suleiman had geheerst, werden onafhankelijk, half-onafhankelijk of voegden zich weer naar Malik Sjah. Ondertussen werd Rûm geteisterd door Byzantijnse aanvallen onder leiding van keizer Alexios I Komnenos. De generaals Tatikios en Manuel Boutoumites wisten Qasims vloot te verslaan, maar ze faalden Nicea te heroveren.

### Kilij Arslan I
1092 was een breukjaar: Malik Sjah stierf en daardoor scheurde het Seltsjoekse Rijk in drie stukken, waarop Kilij Arslan vrijkwam en zijn schoonvader Tzachas van Smyrna doodde en tevens de nog overgebleven landen van Rûm overnam van de eveneens dat jaar overleden Qasim. Kort daarop vestigde hij zijn heerschappij in Centraal-Anatolië. Sommige historici menen dat de periode 1086-1092 een tijdelijk verval markeerde tussen Suleiman en zijn zoon, zo zou Kilij Arslan I de eigenlijke stichter zijn van het sultanaat Rûm, omdat hij erin geslaagd is een dynastie en een stabiel rijk te stichten.

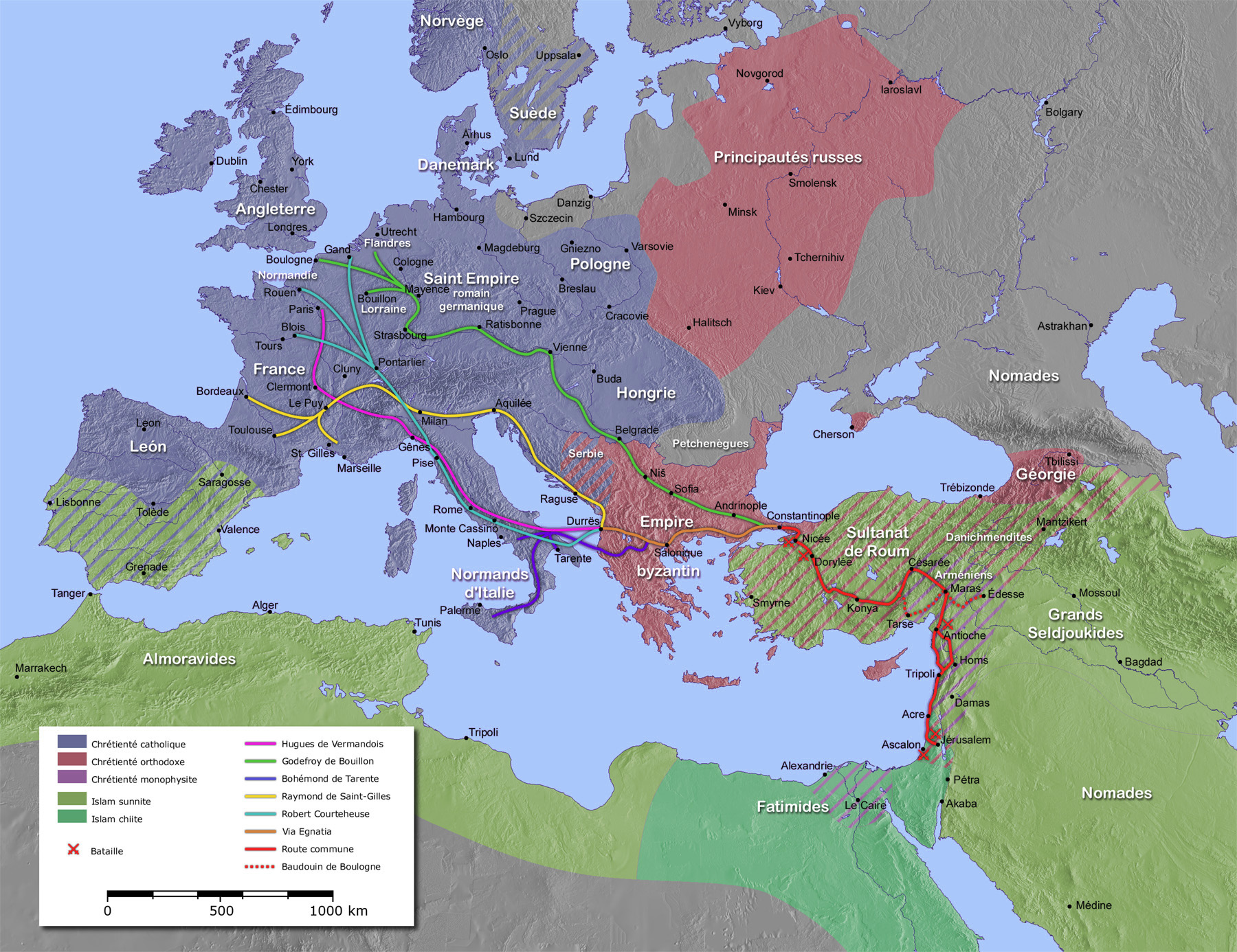
Kaart van de Eerste Kruistocht.

De Byzantijnen zagen de opkomst van Rûm met lede ogen aan terwijl zij al hun Anatolische bezittingen dreigden te verliezen, en nog steeds zoekende Nicea te heroveren, deed keizer Alexios middels een gezant in maart 1095 een beroep op paus Urbanus II om hen te helpen in de strijd tegen de Seltsjoeken. Dit was een van de directe aanleidingen voor de paus om in 1095 zijn oproep tot een kruistocht te doen om het Heilig Land, maar ook de verloren Anatolische gebieden van het Byzantijnse Rijk/de Oosterse Kerk te herwinnen voor de christenheid. De Volkskruistocht die vol overmoed hierop volgde werd door Kilij meteen in de pak gehakt bij het beleg van Xerigordon en later bij de slag om Civetot in september en oktober 1096. De professioneler georganiseerde Eerste Kruistocht kon hij echter niet tegenhouden: het beleg van Nicea (mei-juni 1097) en de daaropvolgende veldslag bij Dorylaeum (1 juli 1097) brachten de Rûm-Seltsjoeken zware nederlagen toe. Nu de kruisvaarders Nicea hadden overgedragen aan de Byzantijnen en hun mars naar Jeruzalem voortzetten, zette Kilij in op de tactiek van de verschroeide aarde. In augustus namen de kruisvaarders onder Godfried van Bouillon Konya (Iconium) in, maar kort daarop werd die plaats heroverd door Kilij die er zijn nieuwe hoofdstad van maakte. Hij verloor Antiochië nog wel aan de kruisvaarders (juni 1098), maar voor de rest was hij van ze af, omdat hun hoofddoel niet de vernietiging van zijn sultanaat was, maar het bevrijden van het Heilige Land.

Het verkleinde Rûm weerstaat een nieuwe kruisvaart

De Kruisvaart van 1101 wisten Kilij' Rûm-Seltsjoeken dan weer goed te weerstaan; een nieuw offensief, deze keer gericht tegen Rûm zelf en het buursultanaat van de Danisjmenden, werd onder de voet gelopen in de slagen bij Heraclea en Mersivan. Vervolgends voerde Kilij weer oorlog met de Danisjmenden en veroverde Harran, Diyarbakir en Mosoel, maar sneuvelde toen hij na de tegen de Seltsjoeken van Mohammed I Tapar verloren slag bij de Khaburrivier trachtte te vluchten en verdronk (1107).
Er volgde een dynastieke machtsstrijd, maar vanaf 1204 volgde een nieuwe periode van expansie. Nadat de kruisvaarders in 1204 Constantinopel innamen, kon Rûm zijn rijk uitbreiden tot de zuidelijke kust van Anatolië. In de daarop volgende jaren bereikte het Sultanaat van Rûm zijn grootste omvang. Het was ook cultureel een periode van voorspoed en er werden talrijke gebouwen opgetrokken (waaronder een zomerresidentie voor de sultans, het Kubadabadpaleis).

### Einde

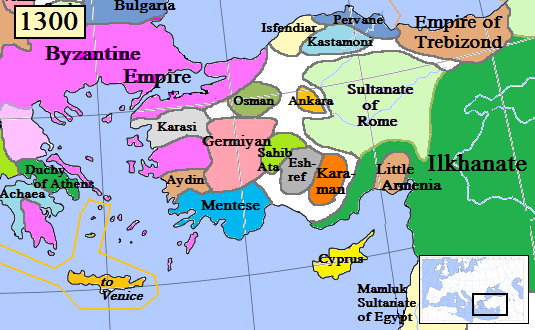
Aan het eind van het Sultanaat ontstonden verscheidene Turkse staten in Anatolië, waarvan die van Osman zou uitgroeien tot het Ottomaanse Rijk

Vanaf 1243, na de verloren Slag bij Kösedağ, stond Rûm vooral onder het gezag van de Mongolen. Het sultanaat zou uiteindelijk tot het Ottomaanse Rijk leiden, dat zich eerst als rechtmatige erfgenaam verklaarde van, en in 1453 een einde maakte aan het Byzantijnse Rijk, door het restant ervan op te slokken. Niet alle gebieden van het Sultanaat van Rum vielen meteen aan het Ottomaanse Rijk toe. Anatolië was een lappendeken van verschillende vorstendommen (beyliks). Uiteindelijk waren het de Karamaniden die de laatste sultan van Rûm opzij hebben gezet. Begin 14e eeuw werd de laatste sultan van Rûm vermoord. Kleine gebieden aan de rand van het sultanaat Rum werden onderdeel van het Il-kanaat en van Cilicisch-Armenië.